# Institut Max-Planck de biomédecine moléculaire
 (novembre 2021).
Si vous disposez d'ouvrages ou d'articles de référence ou si vous connaissez des sites web de qualité traitant du thème abordé ici, merci de compléter l'article en donnant les références utiles à sa vérifiabilité et en les liant à la section « Notes et références ».
L'Institut Max-Planck de biomédecine moléculaire (en allemand Max-Planck-Institut für molekulare Biomedizin) est un institut de recherche extra-universitaire dépendant de la Société Max-Planck situé à Münster.

## Histoire
L'institut est fondé le 1er août 2001. Son premier directeur est Dietmar Vestweber. En 2004, un département consacré aux cellules souches est créé et dirigé par Hans Robert Schöler. Durant l'été 2006, l'institut déménage dans un nouveau bâtiment. Fin 2007 s'ouvre un troisième département sous la direction du biochimiste Ralf H. Adams en provenance du "Cancer Research UK" à Londres.

## International Max Planck Research School (IMPRS)
L'institut participe à l'International Max Planck Research School for Molecular Biomedicine, un programme de doctorants international, en collaboration avec l'université de Münster. Dietmar Vestweber est son président.

## Départements
- Département 1 (directeur Dietmar Vestweber) : biologie cellulaire vasculaire.
- Département 2 (directeur Hans Robert Schöler) : biologie cellulaire et du développement.
- Département 3 (directeur Ralf H. Adams) : histologie et morphogenèse.